# Diskografie Liama Paynea
Toto je seznam vydané diskografie anglického zpěváka Liama Paynea (1993–2024).

## Alba

### Studiová alba
| Název | Detaily o albu                                      | Umístění v hitparádách | Umístění v hitparádách | Umístění v hitparádách | Umístění v hitparádách | Umístění v hitparádách | Umístění v hitparádách | Umístění v hitparádách | Umístění v hitparádách | Umístění v hitparádách | Umístění v hitparádách | Prodeje                    | Certifikace                |
| Název | Detaily o albu                                      | UK                     | AUS                    | BEL (FL)               | CAN                    | FRA                    | GER                    | IRE                    | JPN                    | SWI                    | US                     | Prodeje                    | Certifikace                |
| ----- | --------------------------------------------------- | ---------------------- | ---------------------- | ---------------------- | ---------------------- | ---------------------- | ---------------------- | ---------------------- | ---------------------- | ---------------------- | ---------------------- | -------------------------- | -------------------------- |
| LP1   | - Vydáno: 6. prosince 2019 - Vydavatelství: Capitol | 17                     | 50                     | 124                    | 70                     | 153                    | 91                     | 69                     | 124                    | 100                    | 111                    | - US: 10,000 - UK: 100,000 | - BPI: Gold - MC: Platinum |

## Extended play
| Název                    | Detail                                                  | Umístění v hitparádách | Umístění v hitparádách |
| Název                    | Detail                                                  | US Digital.            | US Heat.               |
| ------------------------ | ------------------------------------------------------- | ---------------------- | ---------------------- |
| First Time               | - Vydáno: 24. srpna 2018 - Vydavatelství: Capitol       | 12                     | 2                      |
| Midnight Hour (s Alesso) | - Vydáno: 9. října 2020 - Vydavatelství: UMG Recordings | —                      | —                      |

## Singly

### Jako hlavní umělec
| Název                                                                                   | Rok  | Umístění v hitparádách | Umístění v hitparádách | Umístění v hitparádách | Umístění v hitparádách | Umístění v hitparádách | Umístění v hitparádách | Umístění v hitparádách | Umístění v hitparádách | Umístění v hitparádách | Umístění v hitparádách | Prodeje       | Certifikace | Album                                                 |
| Název                                                                                   | Rok  | UK                     | AUS                    | BEL (FL)               | CAN                    | ČR                     | GER                    | IRE                    | NLD                    | NZ                     | US                     | Prodeje       | Certifikace | Album                                                 |
| --------------------------------------------------------------------------------------- | ---- | ---------------------- | ---------------------- | ---------------------- | ---------------------- | ---------------------- | ---------------------- | ---------------------- | ---------------------- | ---------------------- | ---------------------- | ------------- | --- | ----------------------------------------------------- |
| „Strip That Down“ (feat. Quavo)                                                         | 2017 | 3                      | 2                      | 39                     | 11                     | 14                     | 10                     | 2                      | 28                     | 4                      | 10                     | - US: 805,000 | - BPI: 2× Platinum - ARIA: 5× Platinum - BEA: Gold - BVMI: Platinum - MC: 7x Platinum - RIAA: 3× Platinum - RMNZ: Platinum | LP1                                                   |
| „Get Low“ (se Zedd)                                                                     | 2017 | 26                     | 39                     | —                      | 50                     | 44                     | 75                     | 37                     | —                      | —                      | 91                     | - US: 61,800  | - BPI: Silver - MC: Platinum - RIAA: Gold                                                                                  | LP1                                                   |
| „Bedroom Floor“                                                                         | 2017 | 21                     | 52                     | —                      | 63                     | 97                     | 100                    | 30                     | —                      | —                      | 98                     |               | - BPI: Gold - ARIA: Gold - MC: Gold                                                                                        | LP1                                                   |
| „For You“ (s Rita Ora)                                                                  | 2018 | 8                      | 15                     | 8                      | 63                     | 1                      | 1                      | 17                     | 21                     | 34                     | 76                     |               | - BPI: Platinum - ARIA: 2× Platinum - BEA: Gold - BVMI: Gold - MC: Platinum                                                | LP1                                                   |
| „Familiar“ (s J Balvin)                                                                 | 2018 | 14                     | 95                     | —                      | 61                     | 59                     | 50                     | 22                     | 35                     | —                      | —                      |               | - BPI: Platinum - MC: Platinum                                                                                             | LP1                                                   |
| „First Time“ (s French Montana)                                                         | 2018 | —                      | —                      | —                      | —                      | —                      | —                      | —                      | —                      | —                      | —                      |               | | First Time                                            |
| „Polaroid“ (s Jonas Blue a Lennon Stella)                                               | 2018 | 12                     | —                      | 29                     | —                      | —                      | —                      | 22                     | 20                     | —                      | —                      |               | - BPI: Platinum - ARIA: Platinum - MC: Platinum - RIAA: Gold                                                               | LP1                                                   |
| „Stack It Up“ (feat. A Boogie wit da Hoodie)                                            | 2019 | 84                     | —                      | —                      | —                      | 10                     | —                      | —                      | —                      | —                      | —                      |               | - MC: Gold | LP1                                                   |
| „All I Want (For Christmas)“                                                            | 2019 | 73                     | —                      | 30                     | —                      | —                      | 75                     | 75                     | —                      | —                      | —                      |               | | LP1                                                   |
| „Live Forever“ (feat. Cheat Codes)                                                      | 2019 | —                      | —                      | —                      | —                      | 64                     | —                      | —                      | —                      | —                      | —                      |               | | LP1                                                   |
| „Naughty List“ (s Dixie D'Amelio)                                                       | 2020 | 48                     | —                      | —                      | —                      | —                      | —                      | 49                     | —                      | —                      | —                      |               | | Singl bez alb                                         |
| „Sunshine“                                                                              | 2021 | —                      | —                      | —                      | —                      | —                      | —                      | —                      | —                      | —                      | —                      |               | | Ron's Gone Wrong (Original Motion Picture Soundtrack) |
| „Teardrops“                                                                             | 2024 | —                      | —                      | —                      | —                      | —                      | —                      | —                      | —                      | —                      | —                      |               | | Singl bez alb                                         |
| „—“ značí, že se nahrávka neumístila v hitparádách nebo v tomto území ani nebyla vydána |      |                        |                        |                        |                        |                        |                        |                        |                        |                        |                        |               | |                                                       |

### Jako vedlejší umělec
| Název                                | Rok  | Umístění v hitparádách | Umístění v hitparádách | Umístění v hitparádách | Umístění v hitparádách | Umístění v hitparádách | Umístění v hitparádách | Umístění v hitparádách | Umístění v hitparádách | Umístění v hitparádách | Prodeje     | Certifikace | Album |
| Název                                | Rok  | BEL (FL) Tip           | CAN Digital            | CIS                    | ČR                     | NLD Tip                | NZ Hot                 | SWE                    | SWI                    | US Digital             | Prodeje     | Certifikace | Album |
| ------------------------------------ | ---- | ---------------------- | ---------------------- | ---------------------- | ---------------------- | ---------------------- | ---------------------- | ---------------------- | ---------------------- | ---------------------- | ----------- | ----------- | ----- |
| „Midnight“ (Alesso feat. Liam Payne) | 2020 | 2                      | 45                     | 30                     | 16                     | 10                     | 3                      | 60                     | 97                     | 27                     | - US: 5,000 | - MC: Gold  | LP1   |

### Promo singly
| Název                                   | Rok  | Album               |
| --------------------------------------- | ---- | ------------------- |
| „Let It Snow, Let It Snow, Let It Snow“ | 2019 | Promo singl bez alb |

## Spolu umělec
| Název                                                            | Rok  | Umělec   | Album         |
| ---------------------------------------------------------------- | ---- | -------- | ------------- |
| Medley: „Your Song“ / „Anywhere“ / „For You“ (Live at the BRITs) | 2018 | Rita Ora | Píseň bez alb |

## Remixy
| Název                                                   | Rok  | Umělec                                 |
| ------------------------------------------------------- | ---- | -------------------------------------- |
| „You & I“ (Big Payno Remix)                             | 2014 | One Direction                          |
| „Steal My Girl“ (Big Payno & Afterhrs Pool Party Remix) | 2014 | One Direction                          |
| „Don't Care“ (Payno vs Aftrhrs Remix)                   | 2014 | Cheryl Cole                            |
| „Drag Me Down“ (Big Payno vs Aftrhrs Remix)             | 2015 | One Direction (feat. LunchMoney Lewis) |

## Videoklipy
| Název                                         | Rok  | Režisér               | Ref.   |
| --------------------------------------------- | ---- | --------------------- | ------ |
| „Strip That Down“ (feat. Quavo)               | 2017 | Emil Nava             |        |
| „Get Low“ (se Zedd)                           | 2017 | Andrew Donoho         | [ 49 ] |
| „Bedroom Floor“                               | 2017 | Declan Whitebloom     |        |
| „For You“ (s Rita Ora)                        | 2018 | Hannah Lux Davis      |        |
| „Familiar“ (s J Balvin)                       | 2018 | Mark Klasferf         |        |
| „First Time“ (feat. French Montana)           | 2018 | Phillip R. Lopez      |        |
| „Polaroid“ (s Jonas Blue a Lennon Stella)     | 2018 | Jay Martin            |        |
| „Stack It Up“ (feat. A Boogie with da Hoodie) | 2019 | Nathan R. Smith       |        |
| „Live Forever“ (feat. Cheat Codes)            | 2019 | Similar But Different | [ 50 ] |
| „Naughty List“ (feat. Dixie D'Amelio)         | 2021 | neznámé               |        |
| „Sunshine“                                    | 2021 | neznámé               |        |